# كراوانغ
كرَوَنغ (بالإنجليزية: Karawang)‏ هي عاصمة منطقة وصاية كرَوَنغ في مقاطعة جاوة الغربية بإندونيسيا. وتبعد 32 ميلا إلى الشرق من جاكرتا، يقدر عدد سكانها 61.71 كم2. تعرف كراوانغ كمصدر رئيسي لإنتاج الأرز في جاوة الغربية.